# Parigi-Roubaix 1932
La Parigi-Roubaix 1932, trentatreesima edizione della corsa, fu disputata il 27 marzo 1932, per un percorso totale di 255 km. Fu vinta dal belga Romain Gijssels giunto al traguardo con il tempo di 6h49'58" alla media di 37,320 km/h davanti a Georges Ronsse e Herbert Sieronski.
Presero il via da Argenteuil 129 ciclisti, 69 di essi tagliarono il traguardo di Roubaix.

## Ordine d'arrivo (Top 10)
| Pos. | Corridore         | Squadra                   | Tempo    |
| ---- | ----------------- | ------------------------- | -------- |
| 1    | Romain Gijssels   | Dilecta                   | 6h49'58" |
| 2    | Georges Ronsse    | La Française              | s.t.     |
| 3    | Herbert Sieronski | Oscar Egg                 | s.t.     |
| 4    | Jean Aerts        | Alcyon-Dunlop             | s.t.     |
| 5    | Alfons Schepers   | La Française              | a 32"    |
| 6    | Jef Demuysere     | Genial Lucifer-Hutchinson | a 1'15"  |
| 7    | Alfons Ghesquière | Alcyon-Dunlop             | a 1'47"  |
| 8    | Émile Decroix     | Genial Lucifer-Hutchinson | a 1'49"  |
| 9    | Julien Vervaecke  | Labor                     | a 2'00"  |
| 10   | Alfons Deloor     | Dilecta                   | s.t.     |